# Euptera aurantiaca
Euptera aurantiaca, chiamata anche l'euptera di Korup, è una farfalla della famiglia Nymphalidae. Si trova in Camerun.   L'habitat è costituito da foreste. Le larve si nutrono di specie Englerophytum.